# Resolución 827 del Consejo de Seguridad de las Naciones Unidas
La resolución 827 del Consejo de Seguridad de las Naciones Unidas, adoptada por unanimidad el 25 de mayo de 1993, después de reafirmar la resolución 713 (1991) y todas las resoluciones subsecuentes sobre la situación en Yugoslavia, aprobó el reporte S/25704 del Secretario General Boutros Boutros-Ghali, con el Estatuto del Tribunal Internacional como anexo y estableciendo el Tribunal Penal Internacional para la ex Yugoslavia (TPIY).
Todavía alarmado por las violaciones de la ley humanitaria internacional en Yugoslavia y especialmente en Bosnia y Herzegovina, incluyendo asesinatos en masa, detenciones sistemáticas, violaciones de mujeres y limpieza étnica, la resolución determinó que la situación continuaba siendo una amenaza la paz y seguridad internacional, anunciando además su intención de traer un fin a tales crímenes y a traer justicia a las víctimas. El Consejo decidió que el establecimiento de un tribunal y la prosecución de personas responsables se dirigirían a dichas violaciones, reafirmando su decisión en la resolución 808 (1993).
Actuando bajo el Capítulo VII de la Carta de las Naciones Unidas, el Consejo estableció el Tribunal Penal Internacional para la ex Yugoslavia para crímenes cometidos en el territorio de Yugoslavia entre el 1 de enero de 1991 y una fecha que sería determinada por el Consejo después de la restauración de paz en la región. Hasta la designación de un Fiscal, la evidencia continuaría siendo recolectada por la Comisión de Expertos establecida en la resolución 780 (1992).
El Consejo después le pidió al Secretario General a entregar recomendaciones recibidas de países con respecto a las reglas del procedimiento y la evidencia pedidas en el Artículo 15 del Estatuto del Tribunal Internacional para jueces en el tribunal. También decidió que todos los Estados miembros cooperarían con el TCIY y sus órganos en concordancia con el Estatuto del Tribunal Internacional. Al mismo tiempo, las contribuciones de estados, organizaciones internacionales y no gubernamentales para el Tribunal fueron exigidas.
La resolución decidió que la determinación de la sede del Tribunal Internacional sería sujeto a la conclusión de acuerdos apropiados entre las Naciones Unidas y los Países Bajos, observando que puede situarse en cualquier otra parte de considerarse necesaria, y que el trabajo del Tribunal no afectaría el derecho de las víctimas a compensación. Finalmente pidió que Boutros Boutros-Ghali implementara inmediatamente la resolución actual e hiciera arreglos para el funcionamiento efectivo del Tribunal.